# The Hound of the Baskervilles (filme de 1921)
The Hound of the Baskervilles (lit. em português: O Cão dos Baskervilles) é um filme de mistério britânico de 1921, dirigido por Maurice Elvey e estrelado por Eille Norwood, Catina Campbell e Rex McDougall. É uma adaptação do romance homônimo de Arthur Conan Doyle.

## Elenco
- Eille Norwood - Sherlock Holmes
- Catina Campbell - Beryl Ducerne Stapleton
- Rex McDougall - Sir Henry Baskerville
- Lewis Gilbert - Roger Stapleton Baskerville
- Hubert Willis - Dr. Watson
- Allan Jeayes - Dr. James Mortimer
- Fred Raynham - Barrymore, o mordomo
- Robert Vallis - Selden